# Pădurea Posmuș
Pădurea Posmuș este o arie protejată de interes național ce corespunde categoriei a IV-a IUCN (rezervație naturală de tip botanic), situată în județul Bistrița-Năsăud, pe teritoriul administrativ al comunei Șieu.

## Localizare
Aria naturală se află în partea sud estică a județului Bistrița-Năsăud (aproape de limita teritorială cu județul Mureș), pe teritoriul nord-estică a satului Posmuș, în imediata apropiere a drumului județean DJ173, care leagă localitatea Pinticu de Șieu.

## Descriere
Rezervația naturală a fost declarată arie protejată prin Legea Nr. 5 din 6 martie 2000 publicată în Monitorul Oficial al României Nr. 152 din 12 aprilie 2000 (privind aprobarea planului de amenajare a teritoriului național - Secțiunea a III-a -  arii protejate) și se întinde pe o suprafață de 2 hectare.
Aria protejată reprezintă o suprafață împădurită în sud-estul județului și are scopul de a proteja specia arboricolă de larice (Larix decidua), cunoscută și sub denumirea de zadă.

## Atracții turistice
În vecinătatea rezervației naturale se află mai multe obiective de interes turistic (lăcașuri de cult, monumente istorice, zone naturale, situri arheologice), astfel:
- Biserica evanghelică (azi utilizată de parohia greco-catolică) din Posmuș, construcție secolul al XV-lea, monument istoric
- Biserica reformată din Șieu, construcție 1783, monument istoric
- Castelul Rakoczy (azi Școala de Arte și Meserii) din Șieu, construcție secolul al XVI-lea, monument istoric
- Castelul Teleki de la Posmuș, construcție secolul al XVIII-lea, monument istoric
- Situl arheologic „Cetățuie” de la Ardan (Epoca bronzului timpuriu, Latène)
- Valea Posmușului